# Hohehaus
Hohehaus is een plaats in de Duitse gemeente Marienmünster, deelstaat Noordrijn-Westfalen, en telt 204 inwoners (2008-01).